# Paso de Canoa
Paso de Canoa är en ort i Mexiko.   Den ligger i kommunen Abasolo och delstaten Guanajuato, i den centrala delen av landet, 280 km väster om huvudstaden Mexico City. Paso de Canoa ligger 1 692 meter över havet och antalet invånare är 167.
Terrängen runt Paso de Canoa är platt österut, men västerut är den kuperad. Runt Paso de Canoa är det ganska tätbefolkat, med 116 invånare per kvadratkilometer. Närmaste större samhälle är Pénjamo, 14,4 km sydväst om Paso de Canoa. Trakten runt Paso de Canoa består till största delen av jordbruksmark.